# Диофант Александрийский
Диофа́нт Александри́йский (др.-греч. Διόφαντος ὁ Ἀλεξανδρεύς; лат. Diophantus) — древнегреческий математик, живший предположительно в III веке н. э. Автор «Арифметики» — книги, посвящённой нахождению положительных рациональных решений неопределённых уравнений. В наше время под «диофантовыми уравнениями» обычно понимают уравнения с целыми коэффициентами, решения которых требуется найти среди целых чисел.
Диофант был первым греческим математиком, который рассматривал дроби наравне с другими числами. Диофант также первым среди античных учёных предложил развитую математическую символику, которая позволяла формулировать полученные им результаты в достаточно компактном виде. Его иногда называют «отцом алгебры», но этот титул более уместно присвоить аль-Хорезми.
В честь Диофанта назван кратер на видимой стороне Луны.

## Биография

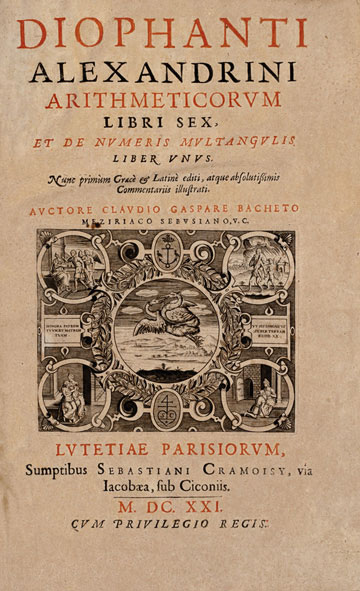
Латинский перевод Арифметики (1621 г.)

О подробностях его жизни практически ничего не известно. С одной стороны, Диофант цитирует Гипсикла (II век до н. э.); с другой стороны, о Диофанте пишет Теон Александрийский (около 350 года н. э.), — откуда можно сделать вывод, что его жизнь протекала в границах этого периода. Возможное уточнение времени жизни Диофанта основано на том, что его Арифметика посвящена «достопочтеннейшему Дионисию». Полагают, что этот Дионисий — не кто иной, как епископ Дионисий Александрийский, живший в середине III в. н. э.
В Палатинской антологии содержится эпиграмма-задача:
  Прах Диофанта гробница покоит; дивись ей — и камень

  Мудрым искусством его скажет усопшего век.

  Волей богов шестую часть жизни он прожил ребёнком.

  И половину шестой встретил с пушком на щёках.

  Только минула седьмая, с подругой он обручился.

  С нею, пять лет проведя, сына дождался мудрец;

  Только полжизни отцовской возлюбленный сын его прожил.

  Отнят он был у отца ранней могилой своей.

  Дважды два года родитель оплакивал тяжкое горе,

  Тут и увидел предел жизни печальной своей.

                       (Перевод С. П. Боброва)
Она эквивалентна решению следующего уравнения:
{\displaystyle x={\frac {x}{6}}+{\frac {x}{12}}+{\frac {x}{7}}+5+{\frac {x}{2}}+4}
Это уравнение даёт {\displaystyle x=84}, то есть возраст Диофанта получается равным 84 годам. Однако достоверность сведений не может быть подтверждена.

## АрифметикаДиофанта
Основное произведение Диофанта — Арифметика в 13 книгах. Сохранились только 6 (или 10, см. ниже) первых книг из 13.

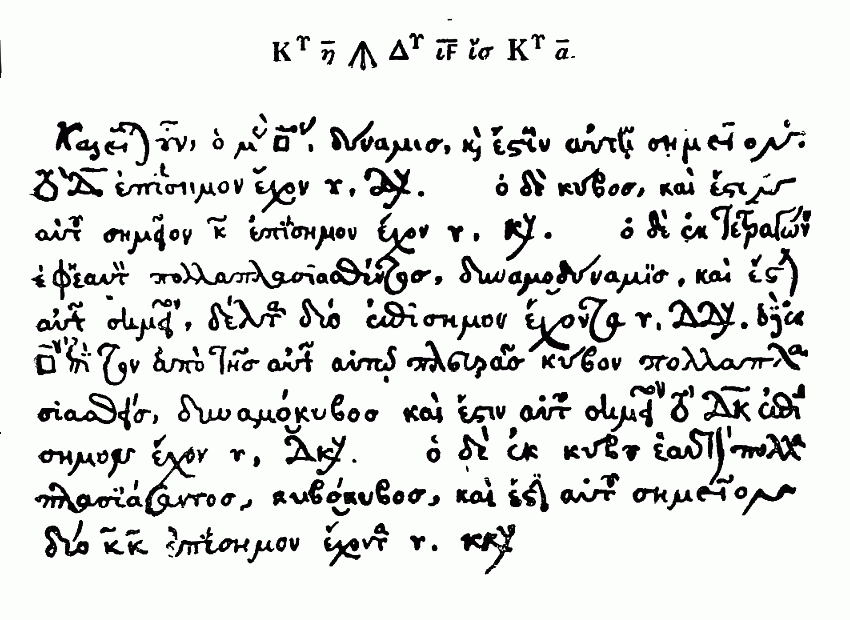
Лист из Арифметики (рукопись XIV века). В верхней строке записано уравнение:.

Первая книга предварена обширным введением, в котором описаны используемые Диофантом обозначения. Неизвестную Диофант называет «числом» (ἀριθμός) и обозначает буквой ς, квадрат неизвестной — символом ΔΥ (сокращение от δύναμις — «степень»), куб неизвестной — символом ΚΥ (сокращение от κύβος — «куб»). Предусмотрены специальные знаки для следующих степеней неизвестного, вплоть до шестой, называемой кубо-кубом, и для противоположных им степеней, вплоть до минус шестой.
Знака сложения у Диофанта нет: он просто пишет рядом положительные члены в порядке убывания степени, причём в каждом члене сначала записывается степень неизвестного, а затем численный коэффициент. Вычитаемые члены также записываются рядом, а перед всей их группой ставится специальный знак в виде перевёрнутой буквы Ψ. Знак равенства обозначается двумя буквами ἴσ (сокращение от ἴσος — «равный»).
Сформулированы правило приведения подобных членов и правило прибавления или вычитания к обеим частям уравнения одного и того же числа или выражения: то, что потом у аль-Хорезми стало называться «алгеброй и алмукабалой». Введено правило знаков: «минус на плюс даёт минус», «минус на минус даёт плюс»; это правило используется при перемножении двух выражений с вычитаемыми членами. Всё это формулируется в общем виде, без отсылки к геометрическим истолкованиям.
Бо́льшая часть труда — это сборник задач с решениями (в сохранившихся шести книгах их всего 189, вместе с четырьмя из арабской части — 290), умело подобранных для иллюстрации общих методов. Главная проблематика Арифметики — нахождение положительных рациональных решений неопределённых уравнений. Рациональные числа трактуются Диофантом так же, как и натуральные, что не типично для античных математиков.
Сначала Диофант исследует системы уравнений второго порядка от двух неизвестных; он указывает метод нахождения других решений, если одно уже известно. Затем аналогичные методы он применяет к уравнениям высших степеней. В VI книге исследуются задачи, относящиеся к прямоугольным треугольникам с рациональными сторонами.

## ВлияниеАрифметикина развитие математики

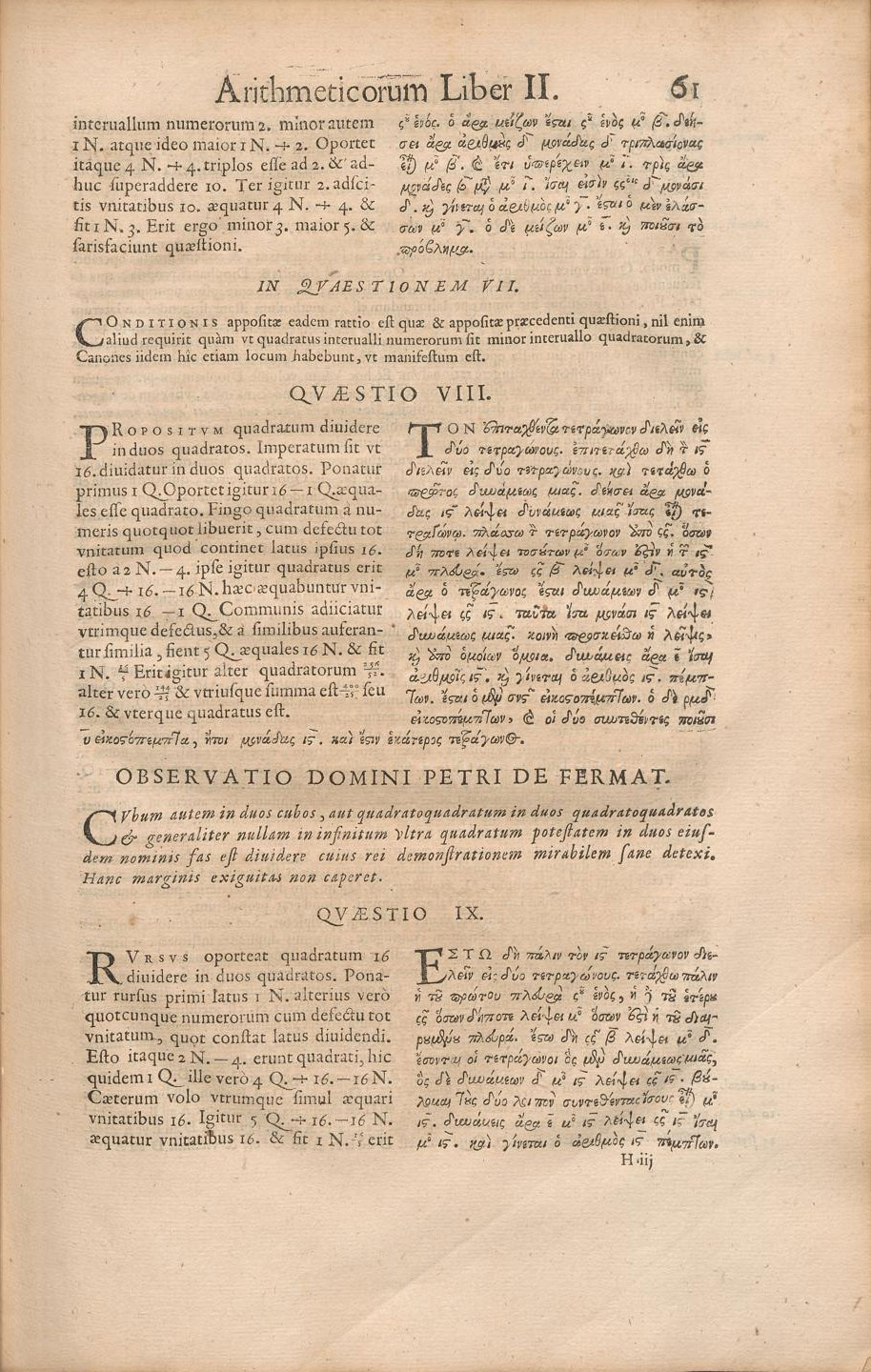
Задача II.8 в Арифметике (издание 1670 г.), снабжённая комментарием Ферма, ставшим Великой теоремой Ферма.

В X веке Арифметика была переведена на арабский язык (см. Куста ибн Лука), после чего математики стран ислама (Абу Камил и др.) продолжили некоторые исследования Диофанта. В Европе интерес к Арифметике возрос после того, как Рафаэль Бомбелли перевёл и опубликовал это сочинение на латинский язык, и опубликовал 143 задачи из него в своей Алгебре (1572). В 1621 году появился классический, подробно прокомментированный латинский перевод Арифметики, выполненный Баше де Мезириаком.
Методы Диофанта оказали огромное влияние на Франсуа Виета и Пьера Ферма; впрочем, в Новое время неопределённые уравнения обычно решаются в целых числах, а не в рациональных, как это делал Диофант. Когда Пьер Ферма читал «Арифметику» Диофанта, изданную Баше де Мезириаком, он пришёл к выводу, что одно из уравнений, похожих на рассмотренные Диофантом, не имеет решений в целых числах, и заметил на полях, что он нашёл «поистине чудесное доказательство этой теоремы… однако поля книги слишком узки, чтобы его привести». Сейчас это утверждение известно как Великая теорема Ферма.
В XX веке под именем Диофанта обнаружен арабский текст ещё четырёх книг Арифметики. И. Г. Башмакова и Е. И. Славутин, проанализировав этот текст, выдвинули гипотезу, что его автором был не Диофант, а хорошо разбиравшийся в методах Диофанта комментатор, вероятнее всего — Гипатия. Однако существенный разрыв в методике решений задач первых трёх и последних трёх книг хорошо заполняется четырьмя книгами арабского перевода. Это заставляет пересмотреть результаты предыдущих исследований.

## Другие сочинения Диофанта
Трактат Диофанта О многоугольных числах (Περὶ πολυγώνων ἀριθμῶν) сохранился не полностью; в сохранившейся части методами геометрической алгебры выводится ряд вспомогательных теорем.
Из сочинений Диофанта Об измерении поверхностей (ἐπιπεδομετρικά) и Об умножении (Περὶ πολλαπλασιασμοῦ) также сохранились лишь отрывки.
Книга Диофанта Поризмы известна только по нескольким теоремам, используемым в Арифметике.